# Louisa May Alcott
Louisa May Alcott, ameriška pisateljica in publicistka, * 22. april 1878, Germantown, Pensilvanija, Združene države Amerike, † 6. marec 1888, Boston, Massachusetts.

## Življenje
Louisa May Alcott se je rodila v mestecu Germantown, v ameriški zvezni državi Pensilvanija (zdaj del mesta Filadelfija), kot druga od štirih hčera. Njen oče je bil filozof transcendentalist Adolf Alcott, mati pa sufražetka in aktivistka Abby May. Družina se je kasneje preselila v Boston, kjer je njen oče v eksperimentalni šoli predaval o etiki; najdlje pa so živeli v mestecu Concord v zvezni državi Massachusetts, kjer je bila aktivna skupnost transcendentalistov in kjer je še danes možno obiskati družinsko posestvo Orchard House. Ker je oče za realizacijo svojih idej zašel v finančno krizo, je morala pisateljica že v mladosti delati, predvsem kot služkinja, šivilja, varuška in domača učiteljica. Stiska in pomanjkanje sta bila tako huda, da je Alcottova razmišljala celo o samomoru. Med ameriško državljansko vojno je podpirala zvezno vojsko in prostovoljno delovala kot bolničarka v vojaški bolnišnici v mestu Georgetown (svoje spomine je opisala v delu Hospital Sketches).
Bila je feministka in abolicionistka (za odpravo suženjstva). Borila se je za splošno volilno pravico (tudi za ženske) ter sodelovala z ilegalno organizacijo Underground Railroad, ki je temnopoltim sužnjem pomagala pri begu na svobodo.

## Delo
Leta 1864 je izdala delno avtobiografski roman Mood, leta 1875 pa ljubezenski roman Modern Mephistopheles (nepodpisan, avtorstvo je negotovo); številna dela so izšla tudi pod psevdonimom A. M. Barnard. Zaslovela pa je zlasti kot mladinska pisateljica in Male ženske je njena največja uspešnica. Ta roman je najprej izšel v dveh delih (1868 Little Women: Meg, Jo, Beth and Amy in 1869 Good Women), ki ju je pisateljica kasneje združila in jezikovno predelala, saj se ji je zdelo, da je pogovorni jezik (American Idiom), značilen za prvo izdajo, neprimeren za literarno delo. V kasnejših prevodih, zlasti v neameriškem prostoru, je delitev romana na dva dela (Male ženske in Dobre ženske) še vedno prisotna, v Ameriki pa se je uveljavila enovita izdaja. Kasneje je napisala še romana Mali možje in Vsi Jojini fantje, tako da lahko govorimo o trilogiji oziroma tetralogiji.

### Trilogija oziroma tetralogija "Male ženske"
- Little Women or Meg, Jo, Beth and Amy (1868), slovenski prevod Male ženske
- Good Wives (1869), slovenski prevod Dobre ženske
- Little Men: Life at Plumfield with Jo's Boys (1871), slovenski prevod Mali možje
- Jo's Boys and How They Turned Out (1886), slovenski prevod Vsi Jojini fantje

### Drugi romani
- The Inheritance (1849, objavljeno 1997)
- Moods (1865, predelana izdaja 1882)
- An Old Fashioned Girl (1870), slovenski prevod Staromodno dekle
- Will's Wonder Book (1870)
- Work: A Story of Experience (1873)
- Beginning Again, Being a Continuation of Work (1875)
- Eight Cousins or The Aunt-Hill (1875)
- Rose in Bloom (1876), slovenski prevod Razcvetela vrtnica
- Under the Lilacs (1878)
- Jack and Jill: A Village Story (1880)

### Objave pod psevdonimom A. M. Barnard
- Behind a Mask, or a Woman's Power (1866), slovenski prevod Moč ženske ali Izza maske
- The Abbot's Ghost, or Maurice Treherne's Temptation (1867)
- A Long Fatal Love Chase (1866; objavljeno 1995)

### Anonimna objava
- A Modern Mephistopheles (1877)